# Philipp Alexander Ferdinand Walther
Philipp Alexander Ferdinand Walther (* 25. Dezember 1812 in Darmstadt; † 26. Mai 1887 in Darmstadt) war ein deutscher Historiker und Bibliothekar.

## Leben
Philipp Alexander Ferdinand Walther wurde 1812 als Sohn des Museumsinspektors Wilhelm Walther und dessen Ehefrau Helene Stritter in Darmstadt geboren. Er besuchte das Ludwig-Georgs-Gymnasium seiner Heimatstadt und studierte anschließend Theologie an der Universität Gießen. Während seines Studiums wurde er 1830 Mitglied der Alten Gießener Burschenschaft Germania. 1833 wurde er Hauslehrer bei einer englischen Familie, die er auch auf Reisen durch Europa begleitete.
Er verzichtete auf eine Pfarrersstelle und trat 1835 eine Stelle als Gehilfe bei der Hofbibliothek zu Darmstadt an. Dort wurde er 1836 Sekretär und schließlich 1850 Bibliothekar.
Nach dem Tod von Johann Wilhelm Mitzenius (1800–1873) wurde er im Februar 1873 dessen Nachfolger als Direktor der Hofbibliothek. Dieses Amt hatte er bis zu seinem Ruhestand im Oktober 1885 inne.
Im Jahre 1841 wurde er zum Dr. phil. promoviert.
Walther war seit 1840 Vorstand des damals unter seiner Anregung gegründeten Kabinetsmuseums und der Kabinetsbibliothek. Walther konzentrierte sich vor allem auf das Gebiet der Hessischen Geschichte. Hierzu verfasste er zahlreiche Schriften.
Philipp Alexander Ferdinand Walther starb im Mai 1887 in Darmstadt. Er war seit 1839 mit Johanna Jacobea Auguste geb. Küchler (1821–1871) verheiratet. Aus der Ehe gingen drei Töchter und ein Sohn hervor.

## Ehrungen
- 1851: Ritterkreuz des Verdienstordens Philipps des Großmütigen
- 1858: Verleihung der Goldenen Verdienstmedaille für Wissenschaft, Kunst, Industrie und Landwirtschaft
- 1864: Erlaubnis zur Annahme und zum Tragen des russischen St. Annenordens III. Klasse
- 1873: Ernennung zum Geheimrat
- 1876: Erlaubnis zur Annahme und zum Tragen des Ritterkreuzes II. Klasse des russischen St. Stanislausordens
- 1877: Ritterkreuz I. Klasse des Ludewigsordens
- 1885: Komturkreuz II. Klasse des Verdienstordens Philipps des Großmütigen.

## Veröffentlichungen
- 1841: Literärisches Handbuch für Geschichte und Landeskunde von Hessen im allgemeinen und dem Großherzogtum Hessen insbesondere, Darmstadt.
- 1841: Das Grossherzogliche Museum zu Darmstadt: der Antikensaal, Darmstadt Digitalisat
- 1854: Das Großherzogthum Hessen nach Geschichte, Land, Volk, Staat und Oertlichkeit, Darmstadt Digitalisat
- 1867: Beiträge zur näheren Kentniß der großherzoglichen Hofbibliothek zu Darmstadt, Darmstadt